# 穀物畑 (ロイスダールの絵画)
『穀物畑』（こくもつばたけ、蘭: Graanvelden、英: Grainfields）は、17世紀オランダ絵画黄金時代の画家ヤーコプ・ファン・ロイスダールが1660年代半ばから後半にキャンバス上に油彩で制作した風景画である。かつて、ロイヤル・アカデミーを設立したイギリスの画家ジョシュア・レノルズが1756年から死去した1792年まで所有していた。作品は1931年にマイケル・フリードサムから遺贈されて以来、ニューヨークのメトロポリタン美術館に所蔵されている。

## 作品
ロイスダールは、1660年代から1670年代初めにかけて穀物畑の景観を描いた。そのうちの1点である本作は比較的小さいものの、ロイスダールらしい雄大さは損なわれていない。ところどころ雑木が生えた2つの土手の間に轍のある小道が続き、奥に向かって伸びている。小道の先には低木が茂り、その間に一軒の家の屋根と風車が見える。その手前には一組の男女が轍に沿って歩き、画面前景では帽子をかぶり、袋を背負った男が犬を連れて進んでいる。
風車の輪郭は、その右側にある数本の木々と同様に空を背景にくっきりと際立っている。はるか遠方には教会がうっすらと見え、その前には穀物畑がある。右側遠方には小山があり、その前方には別のトウモロコシか小麦の穀物畑が広がっている。畑は緑色であるが、穀物の芽が陽光に照らされた部分は明るい筋をなしている。17世紀当時の人々は、ここに描かれている雨雲、畑、風車の関連性を即座に理解したことであろう。
さまざまなモティーフが自然な風情で関連づけられており、まるで実在の風景のように感じられる。しかし、この作品はロイスダールのアトリエで、おそらく何枚かの素描を参照しながら制作されたもので、終生この種の景色に触れ続けた彼の経験と想像力から生まれた風景である。ロイスダールの風景画では、しばしば空がキャンバスの上半分以上を占めている。本作の厚い雲が立ち込める空は、湿った空気や雨、植物の成長サイクル、そして季節の移り変わりなどを連想させる。